# Surry, New Hampshire
Surry är en kommun (town) i Cheshire County i delstaten New Hampshire i USA med 732 invånare (2010).